# 短尾秀体蚤
短尾秀体溞（学名：Diaphanosoma brachyurum）为仙达溞科秀体溞属的动物。于世界范围内广泛分布，属于广温种类。其常见于在湖泊敞水区数量较多、沿岸也有以及池塘或水坑中少见。